# Ле-Монте
Ле-Монте́ (фр. Le Montet) — коммуна во Франции, находится в регионе Овернь. Департамент коммуны — Алье. Административный центр кантона Ле-Монте. Округ коммуны — Мулен.
Код INSEE коммуны — 03183.

## Население
Население коммуны на 2008 год составляло 511 человек.
| 1962 | 1968 | 1975 | 1982 | 1990 | 1999 | 2008 |
| ---- | ---- | ---- | ---- | ---- | ---- | ---- |
| 582  | 583  | 505  | 544  | 534  | 502  | 511  |

## Экономика
В 2007 году среди 256 человек в трудоспособном возрасте (15—64 лет) 191 были экономически активными, 65 — неактивными (показатель активности — 74,6 %, в 1999 году было 71,2 %). Из 191 активных работали 166 человек (91 мужчина и 75 женщин), безработных было 25 (15 мужчин и 10 женщин). Среди 65 неактивных 16 человек были учениками или студентами, 30 — пенсионерами, 19 были неактивными по другим причинам.

## Достопримечательности
- Романская церковь Сен-Жерве-э-Сен-Проте с великолепным резным порталом. Ранее была частью монастыря. Исторический памятник
- Замок Лали

## Фотогалерея
- Ле-Монте
- Мэрия
- Церковь Сен-Жерве-э-Сен-Проте
- Военный монумент